# Tatra 137
| Tatra 137 | Tatra 137                       |
| --- | ------------------------------- |
| Baujahr: 1956, Stückzahl insgesamt: 3 |                                 |
| Motor |                                 |
| Typ T 928, V8-Diesel, luftgekühlt, |                                 |
| Hubraum | 11.762 cm3                      |
| Bohrung/Hub | 120/130 mm                      |
| Verdichtung | 16,5                            |
| Höchstleistung | 132,4 kW bei 2.000/min          |
| max. Drehmoment | 687 Nm                          |
| Kraftübertragung |                                 |
| Zweischeiben-Trockenkupplung, mechanisches Fünfgang-Getriebe mit Zweigang-Zusatzgetriebe, Anzahl der Antriebsachsen: 1 bzw. 2                                          |                                 |
| Fahrgestell |                                 |
| Zentralrohrrahmen, Pendelachsen, Drehstabfederung vorn, Drehstabfederung bzw. Halbelliptik-Blattfedern hinten, Reifen 10.00-20 bzw. 11.00-20, hydraulische Lenkhilfe   |                                 |
| Bremsen |                                 |
| pneumatische Zweikreis-Betriebsbremsanlage, Feststellbremse mechanisch, auf Getriebe wirkend Motorbremse und Auspuff-Drosselklappe                                     |                                 |
| Aufbau |                                 |
| Ganzstahlfahrerhaus Aufbauvarianten: Pritschenwagen (Pritschengröße 4.400 mm × 2.190 mm × 500 mm) Kipper (Kipppritsche 2.820 mm × 2.200 mm × 650 mm) Sattelzugmaschine |                                 |
| Abmessungen, Gewichte und Fahrleistungen |                                 |
| Länge | 5.310 mm / 5.950 mm / 7.215 mm  |
| Breite | 2.350 mm                        |
| Höhe | 2.535 mm bzw. 2.440 mm          |
| Radstand | 3.725 mm bzw. 4.550 mm          |
| Leergewicht | 5.600 kg / 6.500 kg / 10.300 kg |
| Nutzlast | 7.200 kg / 7.000 kg / 12.080 kg |
| Höchstgeschwindigkeit | 71 km/h                         |

Der LKW Tatra 137 wurde 1954 in der Presse und 1956 auf der Messe in Brno neu vorgestellt. Nachdem 1952 im Zuge der Planwirtschaft entschieden wurde, das Tatra-Werk in Kopřivnice auf die Produktion von LKW mit einer Tragfähigkeit von 7 bis 10 t zu spezialisieren, begann man mit der Entwicklung dieses Zweiachsers. Es handelte sich um eine völlig neue Konstruktion. Auffälligste Merkmale waren die runde Motorhaube und das abgerundete Fahrerhaus. Neu eingeführt wurde auch die Drehstabfederung. Der Motor war ebenfalls eine Neuentwicklung. Es handelte sich um einen luftgekühlten V8-Diesel mit 11.762 cm3 und 180 PS (132,4 kW). Beibehalten wurde das bewährte Grundkonzept mit Zentralrohrrahmen und Pendelachsen.
Insgesamt wurden von diesem Typ nur drei Exemplare gebaut. Darunter ein Pritschenwagen und ein Kipper. Das dritte Exemplar scheint ein Dreiachser gewesen zu sein. Schon 1956 kam das „Aus“ für den Tatra 137. Auf politischer Ebene wurde entschieden, die Konstruktion und Fertigung von LKW mit einer Tragfähigkeit von 7 t an das LIAZ-Werk in Liberec zu übertragen. Die Presse erweckte jedoch den Eindruck, dass der Tatra 137 serienmäßig produziert werde. So wird 1960 von der Produktion des Tatra 137 als Pritschen-, Kipper- und Sattelschlepperfahrzeug berichtet.
Auf der Basis des T 137 wurde in Kopřivnice daraufhin der erfolgreiche Typ Tatra 138 entwickelt. Er trug intern noch lange die Projektbezeichnung Tatra 137-8. Der Tatra 138 war in rund 70 % der Teile identisch mit dem Tatra 137.